# Hermann Schomberg
Hermann Schomberg (* 12. August 1907 in Unna als Hermann Wilhelm Schamberg; † 16. November 1975 in Hamburg) war ein deutscher Schauspieler.

## Biografie
Der Sohn eines Kaufmanns erhielt seine künstlerische Ausbildung bei Louise Dumont und Gustav Lindemann in Düsseldorf. Dort hatte er auch seine ersten Auftritte, sein erstes festes Engagement erhielt er 1928 am Theater Osnabrück. Es folgten Verpflichtungen in Dortmund, Wien und Aachen. Von 1934 bis zur Theatersperre 1944 gehörte er zum Ensemble am Schauspiel Frankfurt.
In Frankfurt übernahm er die Titelrollen in Wilhelm Tell (1934) und Macbeth (1943) sowie die Rolle des Siegfried in Die Nibelungen (1939). Bei Kriegsende ging er an die Hamburger Kammerspiele, denen er bis 1949 angehörte. 1949/50 war er am Deutschen Schauspielhaus engagiert.
Von 1951 bis 1953 arbeitete er am Schauspielhaus Bochum, danach unter Gustaf Gründgens bis 1955 am Schauspielhaus Düsseldorf. Wichtige Rollen dort waren Mulhammer in T. S. Eliots Der Privatsekretär (1954), Selicour in Picard/Schillers Der Parasit (1954) und Belmann in Christopher Frys Das Dunkel ist Licht genug (1955). In diesem Jahr folgte er Gründgens an das Deutsche Schauspielhaus, dessen Ensemble er bis zuletzt angehörte.
In Hamburg spielte er in Faust I den Theaterdirektor, Gottvater und den Erdgeist sowie in Faust II den Chiron. Er übernahm die Titelrolle in Tartuffe (1955), mimte Mauler in Die heilige Johanna der Schlachthöfe bei der Uraufführung 1959 mit Hanne Hiob, Leporello in Don Juan und Faust (1959), Falstaff in Die lustigen Weiber von Windsor (1965), Pandarus in Troilus und Cressida (1966), Maximilian von Moor in Die Räuber (1968), Souffleur in der deutschen Erstaufführung von Jean Anouilhs Wecken Sie Madame nicht auf (1971), Spaak I in der Uraufführung von Botho Strauß’ Die Hypochonder (1972), Hassenreuther in Die Ratten (1973), Mr. Balance in Farquhar/Brechts Pauken und Trompeten (1974) und Florent in Jean Cocteaus Heilige Ungeheuer (1975). Bei Gastspielen in Wien war er am Burgtheater als Falstaff und Götz von Berlichingen zu sehen. Schomberg, der in zweiter Ehe seit 1947 mit der Konzertgeigerin Helga Schulz verheiratet war, wirkte auch in einigen Filmen und zahlreichen Hörspielen mit, wie beispielsweise 1949 neben Heinz Rühmann und Elfriede Kuzmany in der Komödie Du kannst mir viel erzählen, 1953 in Sie klopfen noch immer (Regie: Eduard Hermann) mit Kurt Lieck und Hans Lietzau oder 1955 unter Regisseur Fritz Schröder-Jahn in Philemon und Baucis  mit Paul Bildt und Hedwig Wangel. Zu seinen eindrucksvollsten Filmrollen dürfte jedoch die des Bauern Dietrich Eschmann in Rosen blühen auf dem Heidegrab gehören, in der Schombergs stattliche, geradezu Furcht einflößende Gestalt besonders gut zur Geltung kam.
Hermann und Helga Schomberg sind auf dem Friedhof in Morsum auf Sylt beerdigt.

## Ehrungen
- 1974: Verdienstkreuz 1. Klasse der Bundesrepublik Deutschland

## Filmografie
- 1935: Friesennot
- 1936: Das Veilchen vom Potsdamer Platz
- 1937: Nachtwache im Paradies
- 1947: In jenen Tagen
- 1949: Die letzte Nacht
- 1950: Schatten der Nacht
- 1951: Unsterbliche Geliebte
- 1951: Hanna Amon
- 1952: Postlagernd Turteltaube
- 1952: Türme des Schweigens
- 1952: Rosen blühen auf dem Heidegrab
- 1953: Sterne über Colombo
- 1954: Die Gefangene des Maharadscha
- 1957: Die Herberge
- 1960: Faust
- 1960: Die Dame ist nicht fürs Feuer
- 1961: Elisabeth von England
- 1962: Die blonde Frau des Maharadscha
- 1963: Am Herzen kann man sich nicht kratzen
- 1964: Actis
- 1965: Die Chinesische Mauer
- 1966: Die Fliegen
- 1966: Woyzeck
- 1968: Tragödie auf der Jagd
- 1968: Der Reformator
- 1973: Im Schillingshof (Fernsehfilm)
- 1974: Wecken Sie Madame nicht auf

## Hörspiele und Features (Auswahl)
- 1951: Joseph Roth:  Hiob (Mendel Singer, der Lehrer) – Regie: Edward Rothe (NWDR)
- 1959: Alfred Andersch: Der Tod des James Dean – Regie: Friedhelm Ortmann (Radio-Feature – SWF/HR/RB)
- 1964: Hans Daiber: Wenn der Chef bei Nacht regiert. Eine Funkerzählung für drei Stimmen (Rabstein, der Chef) – Regie: Gerlach Fiedler (Original-Hörspiel – RB)